# 浙江省永康中学
浙江省永康中学是中华人民共和国浙江省永康市的一所初级中学，是浙江师范大学的附属中学。

## 历史
永康中学的前身是清光绪十三年（公元1887年）建立的永康中学堂。民国元年（公元1912年）秋，成立永康县立中学校。抗日战争期间，为躲避战火，永康中学曾于1939年搬迁至李店，1942年9月又迁至厚吴，直至1946年搬回永康城区。1975年，永康中学拆分为永康市第一中学与永康市第二中学。2005年12月31日，永康市第二中学的初中部从二中分离出来，恢复永康中学。2006年8月，永康中学挂牌独立运行。2012年，永康中学，永康市第一中学，永康市第二中学共同庆祝建校一百周年。

## 现状
永康中学现为浙江师范大学的附属中学，占地4.5万平方米，建筑面积3.59万平方米，有教学班40个，学生2102人，教职工135人。